# David Appel
David Appel (né le 21 mai 1981 à Kuřim en Tchécoslovaquie) est un joueur de hockey sur glace professionnel tchèque qui évoluait en position de d'attaquant.